# Slipping Fingers
Slipping Fingers è un cortometraggio muto del 1913. Su un soggetto di Marc Edmund Jones, il film fu prodotto dalla Selig e interpretato da Frank Newburg, Ethel Pierce, Charles Clary e Kitty Clyde.

## Trama
Betty e Gertrude sono sorelle. La prima, la più grande, è fidanzata con Warren ma lui, quando conosce Gertrude, la dimentica per questa ragazza giovane e spensierata. Betty rimane ferita, ma presto lascia dietro di sé la malinconia e si innamora di Tom. Non riesce però a dimenticare il comportamento di Warren e, preoccupata per la sorella, cerca di proteggerla. Così facendo, suscita i sospetti di Tom, che crede che lei sia ancora innamorata dell'ex fidanzato. Betty riuscirà a stornare quei sospetti su di lei e a riconquistare la fiducia di Gertrude che si renderà conto di come la sorella l'abbia protetta e amata.

## Produzione
Il film fu prodotto dalla Selig Polyscope Company.

## Distribuzione
Distribuito dalla General Film Company, il film - un cortometraggio in una bobina - uscì nelle sale cinematografiche statunitensi il 4 novembre 1913.